# Potjta
Potjta (russisk: Почта, da.: Post) er en sovjetisk animationsfilm fra 1929 instrueret af Mikhail Tsekhanovskij. Filmen er Mikhail Tsekhanovskijs første filmværk og er baseret på hans egne illustrationer til et digt fra 1927 af Samuil Marshak.
Efter udgivelsen af filmen ændrede holdningen til animationsfilm sig, og genren begyndte at blive betragtet som en selvstændig kunstform.
Potjta er den første sovjetiske tegnefilm, der blev massedistribueret og den første sovjetiske tegnefilm, der blev vist bredt i udlandet. Filmen blev som den første sovjetiske tegnefilm farvelagt. Filmen er nyskabende i sine uventede diagonale vinkler og rytmisk, synkroniseret med lyden og organiseringen af tegningerne.

## Handling
Handlingen er baseret på et navngivent digt af Samuil Marshak. Marshak skriver et brev til Boris Zhitkov, der er på rejse. Brevet følger Zhitkov i de forskellige lande, han rejser igennem, men er altid forsinket, og Zhitkov modtager det først, da han er tilbage i Leningrad.